# KkStB 40 sorozatú szerkocsi
A kkStB 40 sorozatú szerkocsi egy szerkocsitípus volt az osztrák  cs. kir. Államvasutak (kkStB)-nél, melyek  eredetileg a Erzherzog Albrecht-Bahn-tól (EAB), a Magyar Nyugati Vasút-tól (MNyV), az Első Magyar Gácsországi Vasút-tól (EMGV) és a Lemberg-Czernowitz-Jassy Eisenbahn-tól (LCJE) származtak.
A MNyV ezeket a szerkocsikat 1871-től szerezte be. Előbb a Bécsújhelyi Mozdonygyár, majd Sigl Bécs-ből szállította őket.
1872-ben az EMGV Bécsújhelytől rendelt. Ezt a megrendelést továbbiak követték 1885-ben és 1889-ben.
1872-ben az LCJE  szintén rendelt   Bécsújhelytől ilyen szerkocsikat. 1873-ban és 1874-ben  ehhez jött még a Sigltől is Bécsből.
Végül 1873/1874-ben még az EAB is rendelt Bécsújhelytől.
A magánvasutak államosítása után a kkStB besorolta a szerkocsikat a 40 szerkocsi sorozatába.

## Fordítás
- Ez a szócikk részben vagy egészben  a   kkStB Tenderreihe 40 című német Wikipédia-szócikk fordításán alapul.  Az eredeti cikk szerkesztőit annak laptörténete sorolja fel. Ez a jelzés csupán a megfogalmazás eredetét és a szerzői jogokat jelzi, nem szolgál a cikkben szereplő információk forrásmegjelöléseként. Az eredeti szócikk forrásai szintén ott találhatóak.